# 11195 Woomera
11195 Woomera è un asteroide della fascia principale del diametro medio di circa 11,62 km. Scoperto nel 1999, presenta un'orbita caratterizzata da un semiasse maggiore pari a 2,3239764 UA e da un'eccentricità di 0,1144617, inclinata di 3,05552° rispetto all'eclittica.